# کلائوس هارو
کلائوس یوهانی هارو (انگلیسی: Klaus Härö؛ زادهٔ ۳۱ مارس ۱۹۷۱) کارگردان فیلم اهل فنلاند است.

## فیلمشناسی
- آخرین معامله - ۲۰۱۸
- شمشیرباز - ۲۰۱۵
- نامه به یعقوب پدر - ۲۰۰۹
- الینا - ۲۰۰۳